# Chrysocercops neobalanocarpi
Chrysocercops neobalanocarpi är en fjärilsart som beskrevs av Tosio Kumata 1992. Chrysocercops neobalanocarpi ingår i släktet Chrysocercops och familjen styltmalar. Inga underarter finns listade i Catalogue of Life.